# Премия Бунзена — Кирхгофа

Премия Бунзена — Кирхгофа — международная награда, присуждаемая с целью поощрения преимущественно работ молодых учёных из университетов, научно-исследовательских институтов или промышленности за выдающиеся достижения в области аналитической спектроскопии. Вручается с 1990 года Немецкой рабочей группой по прикладной спектроскопии DASP (Deutscher Arbeitskreis für Angewandte Spektroskopie) Германского химического общества. Премия названа в честь химика Роберта Бунзена и физика Густава Кирхгофа.
Лауреаты премии получают от корпорации Perkin Elmer 2500 евро.
Лауреаты премии:
- 1990 Günter Snatzke, Германия
- 1991 Hannes Aiginger и Peter Wobrauschek, Австрия; Joachim Knoth и Heinrich Schwenke, Германия. — за вклад в развитие рентгенофлуоресцентного анализа с полным внешним отражением (РФА с ПВО)
- 1992 Kurt Laqua и Arnulf Röseler, Германия.
- 1993 Львов, Борис Владимирович, Россия.
- 1994 Bruce Chase, США; W.J. Orville-Thomas, Великобритания. За работу по развитию Фурье-преобразования рамановской спектроскопии.
- 1995 Paul W.J.M. Boumans, Нидерланды. В знак признания его фундаментального вклада в развитие аналитической атомной спектроскопии.
- 1998 Annemie Bogaerts, Бельгия. За работу по моделированию тлеющих разрядов.
- 2000 Dieter Fischer, Германия. За адаптацию инфракрасной и рамановской спектроскопии для анализа процессов.
- 2001 John A. McLean, США. За работу в области плазменной спектрометрии.
- 2002 Попп, Юрген[нем.], Германия. За работу по спектроскопии микрочастиц.
- 2003 Сергей Булыга, Беларусь-Германия. За работу по атомно-спектрометрическому определению концентрации и микрораспределения микроэлементов в образцах окружающей среды и тканей, особенно в связи с аварией на Чернобыльской АЭС.
- 2004 Ewa Bulska[1], Польша. За работу в области атомно-абсорбционной спектрометрии с особым упоминанием использования матричных модификаторов, а также за анализ биологических материалов и за исследования по сохранению предметов искусства.
- 2005 Nicolas Bings, Германия. За работу по времяпролетной масс-спектрометрии с индуктивно связанной плазмой, с особым акцентом на аналитико-методологические исследования по использованию лазерной абляции, электротермического испарения, гидридных процессов и сочетания с капиллярным электрофорезом для анализа реальных образцов.
- 2006 Volker Deckert, Германия. За работу по рамановской спектроскопии с зондовым усилением (TERS).
- 2007 Jörg Bettmer, Германия. За работу в области сопряжённых методов хроматографии и плазменной масс-спектрометрии для исследования металлопротеинов.
- 2008 Sebastian Schlücke, Германия. За аналитическую спектроскопическую работу с использованием ИК-Фурье и рамановской спектроскопии по микроскопической визуализации без меток для биомедицинской диагностики.
- 2009 Joachim Koch, Швейцария. За работу по лазерной абляции с использованием фемтосекундных лазеров.
- 2010 Janina Kneipp, Германия. За работу по аналитической лазерной молекулярной спектроскопии с резонансным комбинационным рассеянием в сложных микроструктурированных системах.
- 2011 Daniel Pröfrock, Германия[2]. За выдающуюся работу по обнаружению биомолекул с использованием ковалентно связанных гетероатомов, а также за разработку миниатюрных хроматографических методов и их сочетание с масс-спектрометрическими методами, специфичными для отдельных элементов или молекул.
- 2012 Christoph Haisch, Германия. За новаторские разработки и приложения в области систем спектрохимического анализа на основе лазеров, в частности в областях лазерно-индуцированной эмиссионной спектроскопии (LIBS), оптотермической спектроскопии, фотоакустической спектроскопии и поверхностно-усиленного комбинационного рассеяния (SERS).
- 2013 Maria Montes-Bayón, Испания. В знак признания новаторских разработок в использовании масс-спектрометрических методов для количественного анализа биомаркеров.
- 2014 Oliver Reich, Германия. В знак признания выдающихся достижений в области спектроскопии волн фотонной плотности.
- 2015 Martín Resano, Испания. В знак признания выдающихся достижений в использовании атомно-спектрометрических методов для прямого анализа следов элементов в твердых телах.
- 2016 Torsten Frosch, Германия. В знак признания выдающихся разработок в области миниатюрных волоконных рамановских датчиков для решения экологических, фармацевтических и биомедицинских проблем. В частности, они позволяют осуществлять чувствительное онлайн-обнаружение биогенных газов, важных биомаркеров и лекарственных активных ингредиентов в газах.
- 2017 Jacob T. Shelley, США. В знак признания выдающихся научных работ в области новых плазменных источников ионизации в масс-спектрометрии.
- 2018 Zsuzsanna Heiner, Венгрия-Германия. В знак признания выдающихся разработок в области генерации суммарной частоты колебаний (VSFG) на высоких частотах повторения.
- 2020 Наталья Петровна Ивлева, Россия-Германия. В знак признания выдающихся достижений в области рамановской микроспектроскопии, в частности рамановской микроспектроскопии стабильных изотопов[3].
- 2022 Carlos Abad Andrade. В знак признания его выдающихся разработок в области атомно-абсорбционной спектрометрии с непрерывным источником (CS-AAS).
- 2024 Björn Meermann, Германия[4]. В знак признания выдающихся разработок в области анализа пер- и полифторированных алкильных соединений.